# Звернення до Оракула
«Звернення до оракула» (англ. Consulting the Oracle) — картина англійського художника Джона Вільяма Вотергауса, написана в 1884 році. Картина знаходиться в Британській галереї Тейт у Лондоні.

### Історія
У 1884 році Ентоні Гобсон в The Illustrated London News назвав полотно «однією з головних робіт року». Критик зазначив, що картина допомогла «утвердитися Вотергаусу, як класичному художнику». Картина була куплена сером Генрі Тейтом, який включив її в свій заповіт для нації в 1894 році.

### Опис і критика
Магія і пророцтво служили важливими елементами в творчості Вотергаус.
На картині «Звернення до оракула», написаній в 1884 році, зображена група з семи дівчат, що сидять півколом в храмі навколо освітленого світлом вівтаря. У хвилюванні вони очікують жрицю, яка інтерпретує слова оракула. Персонажі знаходяться в п'янкій від пахощів атмосфері. Жриця жестом показує жінкам, щоб вони замовкли, поки вона намагається інтерпретувати слова муміфікованої голови оракула. Обстановка сцени має близькосхідний колорит, ймовірно, запозичений Вотергаусом з робіт таких художників, як орієнталіста Джона Фредеріка Льюїса (1805—1876) і Жана–Леона Жерома (1824—1904). Тонкі, багато прикрашені деталі сцени роблять полотно одним з кращих творів художника.
Картина була виставлена вперше у Королівській академії і пояснювалася: "Оракул або терафим мав людську голову, оброблену спеціями, яка була прикріплена до стіни. Перед нею та іншими ритуалами запалювалися лампи. Уяву віщунів було так порушено, що їм здавалося ніби вони чують тихий голос, який говорить про майбутні події". Картину можна порівняти з його пізнішим полотном «Магічне коло» (1886).
Ентоні Гобсон порівнював композицію картини з замковою щілиною, пояснюючи, що «це відноситься не до телескопічного зображення сцени, а до групи фігур у формі замкової щілини, в якій кільце глядачів концентрує свою увагу на іншій єдиній фігурі». Композиція, при всій її екзотичності, класична. Ряд арочних вікон, напівкруглий дизайн підлоги і широкий мармуровий крок задають ритм в картині. Це врівноважується діагоналями візерункових килимів і нахиленого тіла жриці. Її рука виступає на тлі денного світла, що струменіє через відкрите вікно. Вирази жінок підсилюють атмосферу напруги, поки жриця чекає, коли заговорить оракул.